# Sarah Joy Kabanuck
Sarah Joy Miller, nascida Sarah Joy Kabanuck é uma cantora soprano estadunidense.  

## Formação
Estudou canto na Universidade do Estado da Califórnia em Northridge, onde foi aluna da Dra. Deanna Murray. Foi finalista no Conselho Nacional de Audições da Metropolitan Opera e nas audições de Los Angeles, onde recebeu o prêmio da Palm Springs Opera Guild. Além disso, foi beneficiária da bolsa Elizabeth Parham Vocal.

## Carreira profissional
Miller foi elogiada pelo The New York Times como "uma voz viva e corajosa", é reconhecida como uma das mais emocionantes jovens sopranos em estreia nos últimos anos. Na temporada 2012/2013, estreou na cidade de Nova Iorque e alcançou um grande sucesso cantando o papel principal de Anna Nicole no Royal Opera House de Londres. Também se apresentou para Palm Beach Opera como Violetta em La Traviata e nas suas atuações em Carmina Burana com a Orquestra Sinfônica de Dallas. Em temporadas anteriores, destacou-se como:
- Gilda em Rigoletto (Michigan Opera Theatre, 2011).
- Musetta em La Bohème (Symphony Space, Nova York).
- Micaëla em Carmen (New York Lyric Opera).
- Violetta em La traviata (Long Island Opera).

Sua estreia profissional foi como Mimì na aclamada produção da Broadway de La Bohème de Puccini de Baz Luhrmann, papel que reprisou no Ahmanson Theatre (Los Angeles). Na Ópera de Hong Kong, cantou com a Filarmônica de Hong Kong e interpretou:
- Fiordiligi em Così fan tutte.
- Marguerite em Faust.
- Lucia em Lucia di Lammermoor (Donizetti).

## Colaborações e reconhecimentos
Atuou ao lado de Marcello Giordani na celebração da recém-criada Fundação Marcello Giordani e foi selecionada como solista no Festival de Música de Saint Bart.

## Discografia
Em 2013, lançou o seu álbum de estreia de Ária, intitulado Um Glorioso Sonho, gravado com a Orquestra Filarmônica Pannon e dirigido por Steven Mercurio em Pécs, na Hungria.

## Vida pessoal
Sarah Joy Miller é casada desde 2009 com o tenor David Miller, mais conhecido como integrante do grupo crossover de música clássica Il Divo. O casal se conheceu em 2003, durante a produção da Broadway de La Bohème, na qual interpretaram os amantes Mimì e Rodolfo, respectivamente.